# 大島麻美
大島 麻美（おおしま あさみ、1992年2月14日 - ）は、兵庫県出身のプロ雀士。日本プロ麻雀協会所属（第14期前期）。ニックネームは「あさみん」、キャッチフレーズは「降臨アサミラクル」。

## 来歴・人物
- 立命館大学在学中に、当時所属していたサークルの先輩に徹夜麻雀に誘われたのをきっかけに麻雀にはまる。卒業後はいったん大手証券会社に就職したが、2015年に両親の反対を押し切って日本プロ麻雀協会に入会[2]、第14期雀王戦関西C3リーグでプロデビュー。
- 好きな麻雀の役は、役満では四暗刻、役満以外では一盃口。
- 趣味は旅行、競輪。特技は立ちブリッジ。

## 獲得タイトル
- 第2回女流モンド新人戦 優勝[2]
- 第7回関西女流スプリント 優勝[1]
- 第16回女流モンド杯 優勝
- 第18期女流雀王戦 4位
- 第19期女流雀王戦 3位

## 出演

### テレビ
- モンド麻雀プロリーグ（MONDO TV）
- 女流雀士 プロアマNo.1決定戦 てんパイクイーン（2016年 - 、テレ朝チャンネル2）シーズン4に出場
- 奈良ミッドナイト競輪中継（SPEEDチャンネル） - ゲスト

### インターネット番組
- チャリチャン＠チャリロト[3]